# Albuquerque International Sunport
L'Albuquerque International Sunport (IATA: ABQ, ICAO: KABQ) è il principale aeroporto del Nuovo Messico e dista 5 km dal centro di Albuquerque. L'aeroporto, situato a 1.632 m s.l.m., dispone di un unico terminal passeggeri e di tre piste in calcestruzzo, la prima con orientamento 03/21 lunga 3.048 metri, la seconda con orientamento 08/26 lunga 4.204 metri, e la terza con orientamento 12/30 lunga 1.829 metri ed è utilizzato per i voli domestici all'interno degli Stati Uniti.